# Nobleza en Chile
La nobleza en Chile designa a aquellas familias y personas chilenas con la condición de nobles, por la posesión de un título nobiliario o mayorazgo, por la pertenencia a una orden o corporación nobiliaria, o por la hidalguía. La institución de la nobleza fue legalmente reconocida y tuvo particular importancia mientras el país fue parte de la Monarquía Hispánica como el Reino de Chile (1541-1817). Así, nobleza chilena formaba parte de la nobleza indiana, y esta a su vez de la nobleza española.
En 1817, durante la guerra de Independencia de Chile, los títulos nobiliarios fueron abolidos. Los mayorazgos, privativos de la nobleza, fueron finalmente abolidos en 1852.
Aunque actualmente la república de Chile no la reconoce, parte del marco legal de la nobleza criolla sigue vigente en España, lo que permite a ciertos nobles chilenos hasta hoy lograr y mantener el reconocimiento ante el gobierno español de sus títulos y condiciones nobiliarias, aunque esto no lleva aparejado ningún privilegio más allá del uso del título, la precedencia y tratamientos protocolares.

## Introducción
Con el descubrimiento de las Américas(que solo empezó como una forma de hacer una ruta más fácil para llegar a las Indias), iniciada en 1492 en las Indias Occidentales y en 1540 en el actual territorio de Chile, se dio la primera llegada de la nobleza europea en la forma de conquistadores hidalgos, a lo que luego se sumarían los privilegios entregados a los primeros pobladores y, a largo plazo, los títulos nobiliarios y mayorazgos de la sociedad chilena.
Sin embargo, existió antes de la llegada de los españoles la nobleza indígena, particularmente la del Imperio inca, que controló el norte y centro de Chile desde, aproximadamente, 1470 a 1530.
Muchos nobles indígenas serían reconocidos por la monarquía española con la confirmación de sus títulos y señoríos, y su agregación a la nobleza de Castilla.
Además, se puede mencionar la nobleza de la sociedad rapa nui, regida por un ariki o rey que gobernó la Isla de Pascua hasta su anexión por Chile en 1888.

## Historia
En términos históricos es poco lo que sabe de la nobleza en Chile antes de la conquista española o período prehispánico, principalmente porque no existió una escritura que pudiera avalar tal hecho. Sin embargo los primeros cronistas e historiadores han registrado dos culturas que utilizaban prerrogativas nobiliarias hereditarias, propias de una familia real para gobernar parte del actual territorio chileno. Dichas culturas fueron el Imperio inca y el Reino rapa nui.

### Nobleza en el imperio inca
Durante el mandato de Túpac Yupanqui, entre 1471 y 1493 el Imperio inca, logró conquistar parte del actual territorio chileno hasta el río Maule, quedando esta nueva provincia dentro del territorio conocido como Collasuyo, el cual estaba bajo la administración del linaje Hurin Qosco, descendientes de Cápac Yupanqui. Es posible que descendientes de nobles incas hayan llegado a tener funciones administrativas en el Collasuyo del Imperio inca y haya dejado descendencia.
En el mestizaje entre la nobleza inca y los conquistadores españoles, está la unión entre Barbola Coya, supuesta sobrina de un Inca del Perú y Garcí Díaz de Castro, conquistador del Reino de Chile, quien vino con Diego de Almagro al país en 1536 y luego con Pedro de Valdivia en 1549. Los estudios de José Miguel de la Cerda y Julio Retamal Favereau argumentarían que de esta unión hay una gran descendencia de figuras políticas chilenas.

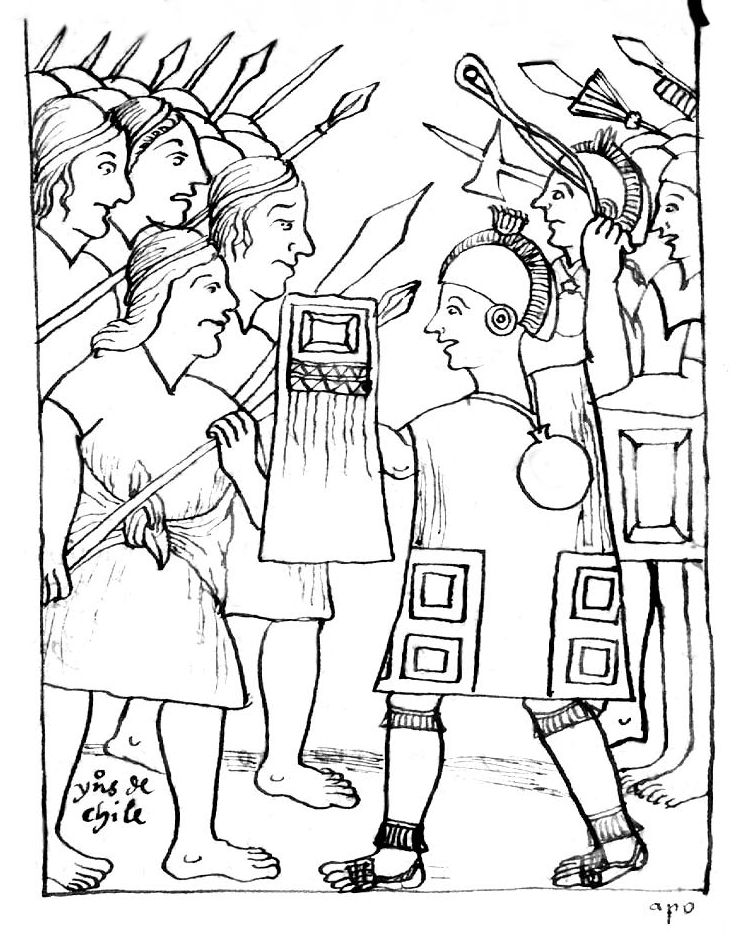
Representación de Guamán Poma de Ayala sobre un enfrentamiento entre mapuches de Chile (izquierda) y el capitán Apu Camac Inca.

La nobleza de sangre en del Imperio Inca estaba repartida en todo el Tawantinsuyo y cumplían funciones administrativas y militares. Parte de las estrategias utilizadas por los incas para someter a otros pueblos, era establecer alianzas matrimoniales entre los caciques locales y las hijas del inca y ñustas descendientes del linaje imperial a modo de crear lazos que permitieran la pacífica ocupación. Los más famosos Tala Canta Ilabe, Quilicanta y el príncipe Anien pertenecientes al linaje Hurin Qosco, además la princesa del Imperio inca, Isabel Beatriz Colla, nieta de Amauta, quien a su vez era hijo de Pachacútec. En las tierras de esta actualmente se emplaza la ciudad-puerto de Coquimbo.

### Conquista española
Luego de la caída del Imperio Inca, ya en 1536, Diego de Almagro, viene a hacer posesión y conquista de la Gobernación de Nueva Toledo (otorgado por Real Cédula el día 21 de mayo de 1534) correspondiente al antiguo Collasuyo. En dicho viaje trae consigo a Paullu Inca, hijo del último Sapa Inca Huayna Cápac, pertenecientes al linaje Hanan Cusco. Paullu Topa, fue más tarde designado Inca por los españoles.

### Reino de Chile
Junto con García Hurtado de Mendoza venían Alonso de Ercilla y Zúñiga, Francisco de Irarrázaval y Andía, el escribano Agustín de Arévalo Briseño (luego llegaría también su hermano Alonso de Arévalo Briseño), Francisco Pérez de Valenzuela, Hernando de Santillán, el fraile dominico Gil González de San Nicolás y el franciscano Juan Gallegos.
Hicieron escala en Arica el 5 de abril, y el día 9 se reanudó el viaje al sur. Desembarcó en La Serena el 23 de abril de 1557. Y deslumbró a los pobres de Coquimbo al ver junto al nuevo gobernador el ejército más grande hasta entonces visto en estos lugares contando con más de 500 hombres, armados con arcabuces y cañones, vestidos con armaduras y finos penachos de plumas, en contraste a la precaria situación de los españoles que habitaban Chile, los que apenas vestían sus ropas viejas, desgastadas y algunas "rotas". Al parecer, por sus vestimentas andrajosas, aquí aparece la denominación roto, para designar a los españoles que estaban en Chile[cita requerida].
Pocos saben que los conquistadores Francisco de Aguirre, Pedro de Aranda-Valdivia (Aranda y Gutiérrez de Valdivia), Babilés Ramírez de Arellano, de la Casa de Arellano, Francisco de (Andía) Irarrázabal y Martínez de Aguirre, y Juan de Naveda y Alvarado Bracamonte; María de Zurita de Villavicencio y Fernández de Valdelomar (madre de Pedro Olmos de Aguilera y Zurita); y el alférez Juan Ruiz de Peralta y Velasco eran descendientes directos de Carlomagno y de un número importante de reyes y santos europeos de gran relevancia histórica, tales como Hugo I Capeto, rey de los francos; Fernando I el Magno, rey de Castilla y León; García Ramírez de Pamplona "El Restaurador", rey de Navarra, Alfonso I de Portugal; Amadeo III de Saboya; Santa Clotilde de Borgoña, el califa de Córdoba Alhakén II y Guillermo I, primer rey de Inglaterra.
También descendiente en línea directa del rey Pedro I de Portugal e Inés de Castro fue el capitán Luis Barba Cabeza De Vaca y Acuña, perteneciente a la nobilísima Casa de Acuña de Portugal, quien llegó a Chile cerca de 1551.
Otra importantísima línea de sangre real europea, introducida a Chile, y cuyos descendientes, habitan en el país, hasta el día de hoy. Fue la efectuada por el noble español y miembro de la Real Audiencia de Chile, don Domingo García Corbalán de Castilla, nacido en Canarias, quien llegó a Chile en 1610. Él era  nieto de Fernando de Castilla y Mendoza, Regidor de la Isla de la Palma, y miembro por parte materna de la poderosa Casa de Mendoza e hijo de Pedro Apóstol de Castilla y Portugal, hijo a su vez, de la reina Juana de Portugal, y de  Pedro de Castilla y Fonseca,  bisnieto del rey Pedro I de Castilla (El Cruel o el Justiciero), protagonista de una de las  primeras guerras civiles castellanas. Por su parte,  Juana de Portugal, madre de Pedro Apóstol de Castilla y Portugal,  era la reina consorte de Castilla, e  infanta (princesa) del Reino de Portugal (casa de Avís, Capetos), y  nieta de la duquesa inglesa y reina consorte de Portugal, Felipa de Lancaster, nieta del rey Eduardo III de Inglaterra, miembro de la Casa de Plantagenet, y descendiente de los antiguos reyes anglosajones de las casas de Cerdic, Wessex, Mercia y Northumbria a través de su ancestro la reina consorte de Inglaterra Matilde de Escocia, bisnieta del antepenúltimo rey anglosajón de Inglaterra, Edmundo II Ironside (casa de Wessex).También el rey Eduardo III de Inglaterra, descendía de manera directa  de  figuras históricas de relevancia en la construcción de la civilización  europea, como Guillermo el Conquistador (casa de Normandía), primer rey normando de Inglaterra,  descendiente de Rollón el caminante, fundador de la Casa de Normandía.  El Rey Eduardo III de Inglaterra, también descendía de  diversos reyes vikingos, de  reyes franceses, húngaros,  y emperadores bizantinos y francos, (incluyendo reyes cruzados de Jerusalén)  hasta llegar al emperador Carlomagno en occidente. Y por Europa Oriental  hasta el soberano Vladimiro I de la Rus de Kiev, declarado santo por las iglesias católica y ortodoxa por  cristianizar a dicho principado, origen de las actuales  Bielorrusia, Rusia y Ucrania.

### Autoproclamación de Túpac Amaru II
El 4 de noviembre de 1780, se inició la rebelión contra la dominación española por parte de José Gabriel Condorcanqui, quien adoptó el nombre de Túpac Amaru II en honor a su antepasado, Túpac Amaru I, el último inca de Vilcabamba. Condorcanqui se autoproclamó «rey de América» con el siguiente edicto: «Don José I, por la gracia de Dios, inca, Rey del Perú, de Santa-Fé, Quito, Chile, Buenos Aires y continentes de los mares del Sur, Duque de la Superlativa, Señor de los Césares y Amazonas, con dominio en el Gran Paitití, Comisionado y Distribuidor de la piedad divina, por el Erario sin par, etcétera».

### Rapa nui
Los habitantes de Rapa Nui poseyeron un sistema de administración monárquico antes de instaurarse en la isla la legislación chilena. Hotu Matu'a fue su primer Ariki Henua o rey, aproximadamente hacia el siglo IV.
Según algunas listas de ariki (reyes) recopiladas a finales del siglo XIX por misioneros y etnólogos, cerca de 30 reyes habían gobernado Rapa Nui. La última persona que por derecho de primogenitura tuvo el cargo de ariki mau, fue Maurata 'a Kaimakoi, quien falleció en Perú. Su hijo Manurangi, bautizado como Gregorio falleció en 1867 sin descendencia. Aquí se acaba la sucesión de los ariki mau de Rapa Nui.
En 1882 la comunidad católica elige a Atamu (Adan) Tekena como nuevo ariki (Roussel 1882, in Cools 1973). Es el primer ariki católico de la Isla. Atamu y su consejo participan de los actos de anexión de 1888. Fallece en 1892. su sucesor fue Riro 'a Ngaure, también conocido como Simeon Riro a Kainga, quien fallece en Valparaíso en extrañas circunstancias en 1898. Luego de Riro, dos otros ariki fueron elegidos por la comunidad, Enrique Ika Tu'u Hati y Moisés Tu'u Hereveri, ambos con descendientes en la población actual de Rapa Nui
En 2011 una organización de base comunitaria, el Parlamento Rapanui nombró a Valentino Riroroko Tuki como Ariki o Rapa Nui. Según el Parlamento Rapanui, Valentino es el depositario legal de los derechos de su hermano mayor Benedicto Riroroko, quien en un acta de adbicación cedió sus derechos a su hermano, por no encontrarse en condiciones de acceder al cargo. Ambos son nietos de Simeón Riro Kainga. Otras dos personas se autodeclararon ariki en los últimos años. 
El aislamiento de Isla de Pascua ha hecho que los lazos familiares entre las familias del territorio se unan de tal forma que todos puedan descender de una forma u otra de miembros de la nobleza de la isla.

## Nobleza criolla

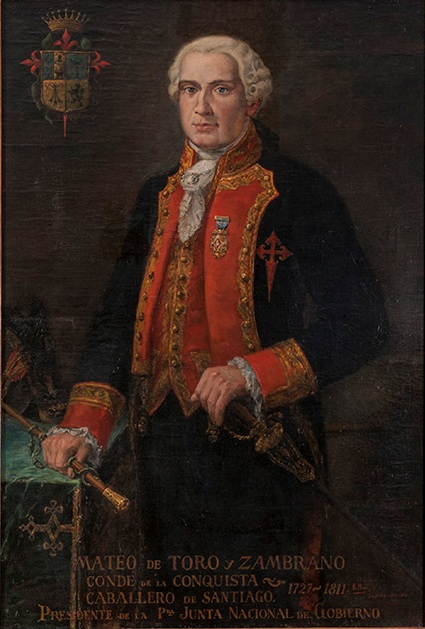
Mateo de Toro Zambrano, I conde de la Conquista, fiel representante de la nobleza criolla chilena.

Durante el periodo colonial de Chile, fueron creados una serie de títulos nobiliarios españoles llamados Títulos de Castilla a chilenos, constituyendo así a la nobleza criolla. A esta se suman otros nobles castellanos que vivieron en el país. Vicente Carvallo y Goyeneche, en su Descripción-histórico-jeográfica del reino de Chile, da cuenta de ocho nobles avecindados en la provincia de Santiago a fines del siglo XVIII: Los marqueses de la Pica, de Cañada Hermosa, de Villapalma, de Casa Real, de Montepío y los condes de Quinta Alegre, de la Conquista y de Sierrabella.
Según el Diccionario Nobiliario de Julio de Atienza y Navajas (1948), se concedieron en Chile un ducado, diez marquesados, siete condados y un título menor, solo superado por México, Perú y Cuba en la cantidad de títulos entregados durante sus períodos coloniales.
El primer título entregado a un chileno fue el de vizconde de Santa Clara de Avedillo, a Francisco de Irarrázaval y Zárate, antepasado de los actuales marqueses de la Pica. Fue también el segundo título entregado a nivel americano. El título de más categoría entregado fue el de Duque de San Carlos.[cita requerida]
Además de los Títulos de Castilla propiamente dichos, se consideran parte de la nobleza criolla otros títulos otorgados bajo legislaciones vinculadas a la monarquía española. Tal es el caso de los títulos del Reino de las Dos Sicilias, como el marquesado García del Postigo o el de Torreblanca.
El 22 de marzo de 1817 el director Supremo Bernardo O'Higgins decreta la abolición de los títulos de nobleza y la destrucción de los escudos de armas de las fachadas de las casas e insignias similares. Esto termina con la tramitación de los títulos en la Real Audiencia, por lo que muchas generaciones de nobles no ostentaron su título por la dificultad de ir a España.

### Distribución geográfica
Desde La Colonia los nobles criollos han residido preferentemente en Santiago. Durante el apogeo del período colonial en Chile, la mayoría de los nobles vivía en la calle de la Merced, en el centro y casco histórico de la capital chilena, por lo que la gente la llamaba Calle de los Condes y Cruzados. Un ejemplo notable es la residencia del I conde de la Conquista, la famosa Casa Colorada.
En la actualidad, varios descendientes de nobles que vivieron en Chile residen en Europa. Tal es el caso del actual conde de la Conquista, Julio Prado y Colón de Carvajal y dos de los hijos del marqués de Casa Concha, todos ubicándose en España. Fernando Molina Alcalde, conde de Quinta Alegre, que viviendo en Chile estudió en el Colegio de los Sagrados Corazones de los Padres Franceses de Manquehue, hoy reside en Estados Unidos.

### Nobleza de sangre
Por nobles de sangre se entienden aquellas familias en posesión de la hidalguía, aunque no ostenten un título nobiliario.
Los Arellano se cuentan entre las familias de nobleza más antigua de cuantas forman la nobleza española actual. Su tronco genealógico corresponde a Don Sancho Ramírez (abuelo), quien fue Rey de Aragón y también Rey de Pamplona.  Hacia el año 1475, los Reyes Católicos concedieron el título de Conde de Aguilar de Inestrillas a Alonso Ramírez de Arellano, sexto Señor de Cameros. Alonso Ramírez de Arellano fue el primer Conde de Aguilar de Inestrillas. De esta rama también fue el célebre marino y cosmógrafo Diego Ramírez de Arellano, nacido en 1633, quien tomara parte en las expediciones de los hermanos García de Nodal al estrecho de Magallanes y fue el descubridor de las islas chilenas que, aún hoy, llevan sus nombres: "Islas Diego Ramírez". De esta rama de los Señores de Cameros, a través de don Babilés Ramírez de Arellano, hijo de doña María Ramírez de Arellano y Manrique de Lara, quien llega a Chile con el grupo de conquistadores de Francisco de Villagra, desciende directamente la familia Arellano establecida en Santiago; dueños originales del Fundo El Tabo y fundadores del balneario de El Tabo.[cita requerida], 
El rey Felipe IV le concedió la Grandeza de España el 4 de abril de 1640, siendo, a la sazón, don Juan Ramírez de Arellano y Manrique, el octavo conde de Aguilar de Inestrillas. Aunque hay historiadores que creen que los Arellano deberían ser considerados parte del elenco de la Grandeza Inmemorial por su señorío de los Cameros, con esta merced de 1640 pasan de hecho y de derecho a ocupar un lugar de privilegio entre la nobleza peninsular. 
Como parte de la nobleza de sangre colectiva con reconocimiento actual por el Reino de España están los descendientes de Sancho Fernández de Tejada, héroe de la Reconquista, a quien en el siglo IX el rey Ramiro I de Asturias le concedió los Solares de Tejada y Valdeosera, cuyos fueros de nobleza han sido reconocidos ininterrumpidamente desde el siglo IX, por los reyes de España, hasta Juan Carlos I. Esta dignidad nobiliaria es, en la actualidad, la más antigua de España y cuyos descendientes inscritos en los libros becerros del Solar son reconocidos y tratados como Nobles Caballeros Diviseros Hidalgos.
Estos nobles linajes están representados en Chile por línea de descendencia masculina por las familias: Balmaceda, Beltrán, Cecereu, Del Canto, Ruiz de Clavijo, Saénz, Salin, Terroba, Soto, Íñiguez de Valdeosera y Fernández de Tejada, cuyos genearcas fueron Santiago Iñíguez y González, Valentín Fernández Beltrán, Domingo Fernández de la Mata, Braulio Fernández Fernández y Manuel Fernández Cereceda, todos pertenecientes a la Divisa de Regajal; Gregorio Iñíguez y Pérez de Aguilar, Cesáreo Iñiguez Vallejo y los hermanos Francisco, Luis y Victoriano Iñíguez y Río, estos últimos pertenecientes a la Divisa de Pedro Sáenz de Velilla. Del Solar de Tejada son los descendientes de Santos Izquierdo Romero, genearca de la familia Izquierdo. La familia Zaldívar desciende de Felipe Solo de Zaldivar y Puerta-Ochoa de Tejada, así como otras seis familias solariegas llegadas a Chile durante el siglo XX desde la Sierra de Cameros. La familia García Yáñez y García Yáñez de Toledo, descendientes del Conde Fernan García Yáñez de Toledo y de Ramón García de León y Pizarro, Marqués de Casa Pizarro y Vizconde de la Nueva Orán, ramas entroncadas y emparentadas con los Grandes de España y con antiguas familias patricias de Argentina, vinieron del Alto Perú y se afincaron una parte en Chile y otra parte en el norte de Argentina. Hoy conserva el título de Casa Pizarro el Marqués Álvaro Alonso-Castrillo y Romeo, quién reside en España.
Descendientes del Solar de Valdeosera inscritos son Sergio Fernández Larraín, diputado, senador y embajador en España, Juan José Fernández Valdés, Embajador ante la Unesco.

## Nobleza vaticana
Honrados con títulos pontificios fueron los chilenos Raimundo Larraín Covarrubias, duque de Santa Fe; y el conde Carlos Fernández Concha.

## Nobleza foránea

### Historia
En la historia de Chile se puede encontrar a varios nobles extranjeros que han tenido importancia en el desarrollo del país. Entre ellos podemos nombrar a Thomas Alexander Cochrane, conde de Dundoland y marqués de Maranhao, activo colaborador en el proceso de independencia chileno y cercano a Bernardo O'Higgins, además del padre de este último, Ambrosio O'Higgins, marqués de Osorno y barón de Ballenary.

### Actualidad
Actualmente, dentro de los nobles que podemos nombrar como extranjeros avecindados en Chile, estuvo el barón de Artens, cónsul de Austria en Chile. Su hija, heredera de esta baronía austriaca, fue la dueña de la primera discoteca en Chile, el Club L'Epoque en Reñaca. Actualmente explota su título en su marca de productos culinarios Baroness Renée von Artens junto a su esposo el chileno Claudio Márquez. Otro noble extranjero, Francesco Marone Cinzano, también es empresario y se dedica a la administración de la Viña La Reserva de Caliboro.
También residió por largo tiempo en Chile la archiduquesa de Austria Alexandra de Habsburgo-Lorena casada con el presidente de la Asociación Chilena de Miembros de la Orden de Malta, Héctor Guillermo Riesle Contreras. También se encuentran en Chile, Alberto Cordero di Montezemolo, marqués italiano y primo de Luca Cordero di Montezemolo, presidente de Fiat Group; y la princesa austríaca Sophie Zu Der Lippe-Weissenfeld, princesa del principado de Lippe en Alemania.
María Anna, condesa del Sacro Imperio Romano Grundemann von Falkenberg, baronesa de Waldenfels y Egeregg, es la esposa del noble criollo Isidoro Vázquez de Acuña, marqués García del Postigo. Ella colabora con la Fundación Auxilio Maltés, que preside la ya nombrada archiduquesa Alexandra de Austria La familia Grundemann von Falkenberg posee el castillo familiar de Waldenfels, cerca de la frontera con República Checa, en Austria.
En Chile también residen algunos descendientes, por vía ilegítima, del rey Alfonso XII de España y su amante Elena Sanz.
Otros en Chile también, son los descendientes de Fernando de Castilla y Mendoza, conde de Marín, que a su vez es descendiente del rey Pedro I de Castilla y León, el Cruel o el Justiciero, último rey de la dinastía Borgoña. Y de la reina consorte de Castilla, Juana de Portugal, y a través de ella, de las casas de Lancaster,  Plantagenet, Normandía y otras, de Inglaterra y Francia. Este linaje llega Chile con el capitán Domingo García Corbalán de Castilla.
Los nobles venidos a principios del siglo XX, Ghetaldi-Góndola, Ivo Ferry, barón de Góndola, que se asentó en la localidad de San Fernando, VI Región, e Ivo de Gozze, conde Trebinie i Popolo, que se asentó en la ciudad de Iquique, I Región, desde Dubrovnik, actual Croacia, ex República de Ragusa, república absorbida por el Imperio austriaco después del fin de las guerras napoleónicas, sobreviven sus descendientes directos.

## Nobleza autodenominada
Dentro de esta categoría están aquellos que descienden de personas que ostentaron algún título o condición de nobleza extranjera y que en la actualidad sus descendientes no lo poseen, sea porque la condición caducó o porque no existe reconocimiento legal por algún estado.
También están los nobles cuyos títulos se les han cancelado ante la justicia española por tener parientes con mejor derecho a ostentarlos. Tal es el caso de Juan Eduardo Correa Larraín, V conde de Maule o de Francisco Irarrázaval Mackenna, VIII marqués de la Pica.
Los Nordenflycht proceden del Barón Sueco Carlos Casimmiro Nordenflycht, quien nace en el Ducado de Curlandia (Suecia), por 1744, y contrae matrimonio allí con Juliana Ludomilia Federica de Averbach. Su hijo, Timoteo de Nordenflycht, es quien propaga el linaje sueco por América.
Existen otros linajes radicados en Chile desde fines del siglo XVIII provenientes de algunos valles y localidades del norte de España, como son los descendientes de hijodalgos vizcaínos, montañeses y de algunos valles del norte de Navarra como el Baztán, muchas de estas familias provienen de los nobles Grandes de España, de la nobleza más antigua de ese país, de donde vienen familias como los Anchorena, Arellano, Ariztía, Benavente Eguiguren, Iturbe, Aguirre, Palacios, Errázuriz, Echenique, Otondo, Santiesteban, de La Maza, García Yáñez, García de Alvear, Pacho de Granda, Díaz de Lavandero, García Yáñez de Toledo, Yáñez, Gamio o Arraztoa, y desde el Roncal.

## Lista de títulos

### Nobleza española
La siguiente lista recopila aquellos títulos nobiliarios que fueron concedidos por el rey de España a chilenos, o que, por los avatares de la historia, fueron poseídos por familias chilenas. Se incluyen los títulos de los gobernadores reales de Chile si es que lo ostentaron durante su mandato en el país.
La inclusión en la lista de la nobleza chilena no es exclusiva, es decir, una familia titulada puede haber tenido historia tanto en Chile como en el Perú, México, etc., siendo por tanto parte de la historia de varias noblezas locales.
     Título vigente, actual titular chileno.
     Título vigente, actual titular extranjero.
     Título vacante.
     Título extinguido.

#### Grandes de España
| Título                | Fecha de creación                         | Concesionario                           | Titular                                | Monarca    |
| --------------------- | ----------------------------------------- | --------------------------------------- | -------------------------------------- | ---------- |
| Duque de San Carlos   | 2 de abril de 1784                        | Fermín Francisco de Carvajal Vargas     | Álvaro Fernández-Villaverde y Silva    | Carlos III |
| Marqués de Valparaíso | 19 de octubre de 163220 de agosto de 1721 | Francisco de Andía Irarrazábal y Zárate | Gonzalo Fernández-Villaverde y Delgado | Felipe IV  |

#### Marqueses
| Armas | Título                                        | Creación                 | Concesionario                       | Titular                                    | Monarca      |
| ----- | --------------------------------------------- | ------------------------ | ----------------------------------- | ------------------------------------------ | ------------ |
|       | Marqués de Villa-Rocha                        | 1574                     | Antonio Andrés Jirandía de la Rocha | Luis Hernán Granier Bulnes                 | Felipe II    |
|       | Marqués de Navamorcuende                      | 21 de mayo de 1642       | Diego Dávila Coello                 | Sonia Antuña Lloréns                       | Felipe IV    |
|       | Marqués de la Pica                            | 1684                     | Francisco Bravo de Saravia          | Fernando Irarrázaval Eyzaguirre            | Carlos II    |
|       | Marqués de Piedra Blanca de Guana             | 1697                     | Pedro Cortés de Monroy y Zavala     | Extinguido                                 | Carlos II    |
|       | Marqués de la Cañada Hermosa de San Bartolomé | 24 de agosto de 1702     | Tomás Marín González de Poveda      | Extinguido                                 | Felipe V     |
|       | Marqués de Casa Concha                        | 12 de junio de 1718      | José de Santiago Concha             | Mariano Fontecilla de Santiago-Concha      | Felipe V     |
|       | Marqués de Villa-Palma de Encalada            | 23 de enero de 1729      | Diego Calvo de Encalada y Orozco    | Eugenio José Canals de Echenique de Febrer | Felipe V     |
|       | Marqués de Rocafuerte                         | 1746                     | Nicolás Jiménez de Lobatón y Azaña  | Enrique Fontecilla Lira                    | Felipe V     |
|       | Marqués de Casa Real                          | 4 de septiembre de 1760  | Francisco García Huidobro           | Vicenta Márquez de la Plata y Ferrándiz    | Carlos III   |
|       | Marqués de Montepío                           | 23 de septiembre de 1764 | Juan Nicolás de Aguirre Barrenechea | Mariano Fontecilla Lira                    | Carlos III   |
|       | Marqués de Larraín                            | 12 de julio de 1787      | José Toribio de Larraín             | Juan Eduardo Ovalle Gandarillas            | Carlos III   |
|       | Marqués de Osorno                             | 27 de enero de 1796      | Ambrosio O'Higgins                  | Extinguido                                 | Carlos IV    |
|       | Marqués de Casamiglia                         | 1816                     | Luis Martínez de Matta y Casamiglia | Extinguido                                 | Fernando VII |

#### Condes
| Título | Título                           | Fecha de creación        | Concesionario                                | Titular                           | Monarca      |
| ------ | -------------------------------- | ------------------------ | -------------------------------------------- | --------------------------------- | ------------ |
|        | Conde de Villaseñor              | 8 de septiembre de 1687  | Luis Antonio Bejarano y Fernández de Córdova | Belén Hurtado de Amézaga Armada   | Carlos II    |
|        | Conde de Sierrabella             | 28 de enero de 1695      | Diego Cristóbal Mesía y León Garavito        | Vacante                           | Carlos II    |
|        | Conde de la Marquina             | 22 de septiembre de 1698 | Andrés del Alcázar y Zúñiga                  | María Pérez de Guzmán Lizasoaín   | Carlos II    |
|        | Conde de Casa Tagle de Trasierra | 8 de junio de 1750       | Juan Antonio de Tagle-Bracho                 | Pedro Cabeza y Gil-Casares        | Fernando VI  |
|        | Conde de Poblaciones             | 19 de diciembre de 1754  | Domingo Ortiz de Rozas                       | Extinguido                        | Fernando VI  |
|        | Conde de Quinta Alegre           | 22 de octubre de 1767    | Juan Alcalde Gutiérrez                       | Fernando Molina Alcalde           | Carlos III   |
|        | Conde de Montes de Oro           | 1768                     | Carlos de Carvajal-Vargas y Alarcón          | Extinguido                        | Carlos III   |
|        | Conde de la Conquista            | 6 de marzo de 1770       | Mateo de Toro Zambrano                       | Julio Manuel de Prado y Díez      | Carlos III   |
|        | Conde de la Unión                | 2 de agosto de 1778      | Luis Fermín de Carvajal                      | Luis de Silva y Escrivá de Romaní | Carlos III   |
|        | Conde de Maule                   | 9 de abril de 1810       | Nicolás de la Cruz Bahamonde                 | Juan Carlos Cruz Lindemann        | Carlos IV    |
|        | Conde de Rioja de Neila          | 19 de junio de 1922      | Fernando Rioja Medel                         | Extinguido                        | Alfonso XIII |

#### Vizcondes
| Título                              | Fecha de creación       | Concesionario                           | Titular                               | Monarca      |
| ----------------------------------- | ----------------------- | --------------------------------------- | ------------------------------------- | ------------ |
| Vizconde de Santa Clara de Avedillo | 1628                    | Francisco de Andía Irarrazábal y Zárate | José María Yangas y Pérez de Herrasti | Felipe IV    |
| Vizconde de Morera                  | 31 de diciembre de 1915 | José Pastor y Rodríguez                 | Vacante                               | Alfonso XIII |

### Nobleza extranjera
Lista de títulos extranjeros y sus exponentes residentes actualmente en Chile.
| Título                                        | Titular                                                                                                  | Nobleza                      | Lugar de residencia del actual titular |
| Archiduquesa de Austria                       | Alexandra von Habsbourg-Lorraine                                                                         | Austrohúngara                | Santiago, Chile.                       |
| Princesa de Lippe                             | Sophie Marianne Theresa Josephine Petra Paula Hippolyta Prinzessin und Edle Herrin zur Lippe-Weissenfeld | Austria                      | Santiago, Chile                        |
| Princesa de Ratibor                           | Andrea Prinzessin von Ratibor und Corvey zu Hohenlohe-Schillingsfürst                                    | Alemania                     | Santiago, Chile                        |
| Duquesa de Leoben                             | María Eliana Constantina Herzogin von Leoben und Leiningen-Murau                                         | Austria                      | Valparaíso, Chile                      |
| Baronesa de Artens                            | Ellen Dorotea Reneé Freiin von Artens Tjebbes                                                            | Austria                      | Osorno, Chile                          |
| Baronesa de Egeregg                           | Maria Anna Edina Rupertine Adelheid Gabriele Gräfin Grundemann von Falkenberg von Arco auf Valley        | Austria                      | Santiago, Chile                        |
| Baronesa de Mayr-Mellenhof                    | Gabrielle Freiin von Mayr-Mellenhof viuda de Wagner                                                      | Austria                      | Villarrica, Chile                      |
| Baronesa de Waldenfels                        | Maria Anna Edina Rupertine Adelheid Gabriele Gräfin Grundemann von Falkenberg von Arco auf Valley        | Austria                      | Vitacura, Santiago, Chile              |
| Italia                                        | Los Ángeles, Chile                                                                                       |                              |                                        |
| Princesa Lancellotti                          | Livia Lancellotti                                                                                        | Italia                       | San Vicente de Tagua Tagua, Chile      |
| Duque Lante della Rovere                      | Pietro Lante della Rovere                                                                                | Italia                       | San Vicente de Tagua Tagua, Chile      |
| Marqués de Montezemolo                        | Alberto Cordero di Montezemolo                                                                           | Italia                       |                                        |
| Príncipe de Platoni                           | Francisco Javier Platoni Ramírez                                                                         | Italia                       | Santiago, Chile                        |
| Marqués del Trebigniano                       | Rómolo Trebbi Véneto del Trebigniano                                                                     | Italia                       | Santiago, Chile                        |
| Conde Marone Cinzano                          | Francesco Marone Cinzano                                                                                 | Italia                       |                                        |
| Barón                                         | Enzo Coniglio                                                                                            | Italia (Sicilia)             | Santiago, Chile                        |
| Condesa                                       | Christiane Graffin Raczynski                                                                             | Polonia (Posnam)             | Polonia                                |
| Barón de Knyphausen                           | Edzard Freiherr zu Knyphausen                                                                            | Alemania                     | Santiago, Chile                        |
| Conde                                         | Miguel Zauschkevich Domeyko                                                                              | Rusia                        | Santiago, Chile                        |
| Baronesa Van Hovell Tot Westerflier           | Elena de Barros                                                                                          | Alemania                     | Santiago, Chile                        |
| Senhor da Casa de Eira y das Cortinas.        | Gonzalo Antonio Guerra Ferraz de Andrade                                                                 | Portugal                     | Santiago, Chile                        |
| Baronesa Ghetaldi-Góndola, Condesa de Góndola | Elsa Ferry.                                                                                              | Austria, Croacia (Dubrovnik) | Santiago, Chile                        |
| Conde Gozze Trebinie i Popolo                 | Juan Gozze.                                                                                              | Austria, Croacia (Dubrovnik) | Iquique, Chile                         |